# 14 de diciembre
El 14 de diciembre es el 348.º (tricentésimo cuadragésimo octavo) día del año en el calendario gregoriano y el 349.º en los años bisiestos. Quedan 17 días para finalizar el año. 

## Acontecimientos
- 557: en Constantinopla la cúpula de Hagia Sophia es severamente dañada por un terremoto.
- 1287: en los Países Bajos, una tormenta rompe la represa del Zuiderzee (Inundación de Santa Lucía). Mueren entre 50 000 y 80 000 personas.
- 1541: en España, Francisco Dávila instituye el Mayorazgo de Dávila.
- 1570: en el actual territorio de Colombia, en el departamento del Norte de Santander se funda la localidad de Ocaña.
- 1600: en la boca de la bahía de Manila, tuvo lugar el encuentro entre dos buques españoles, un patache y una galizabra, con 11 cañones de pequeño calibre cada uno, con dos buques holandeses de superior fuerza que esperaban la recalada de la nave Acapulco para atacarla. Los holandeses fueron abatidos sufriendo grandes pérdidas.
- 1702 (de acuerdo con el calendario antiguo; 30 de enero de 1703 según el calendario nuevo): en Japón los 47 ronin se matan por seppuku colectivo, por órdenes del shogun Tokugawa Tsunayoshi, por haber vengado la muerte de su señor.
- 1782: en Francia, los hermanos Montgolfier realizan el primer vuelo de prueba de su primer globo.
- 1788: en España: el rey Carlos IV sube al trono a la muerte de su padre, Carlos III.
- 1810: en Hampshire (Inglaterra), un violentísimo tornado F5 recorre desde Old Portsmouth hasta Southsea Common; se cree que no produjo víctimas fatales.
- 1812: la Grande Armée de Napoleón es expulsada de Rusia.
- 1836: en Estados Unidos finaliza de manera no oficial la guerra entre Ohio y Míchigan.
- 1852: en España, Federico Roncali Ceruti es nombrado presidente del Consejo de Ministros.
- 1855: en Chile, el Congreso Nacional aprueba el Código Civil redactado por Andrés Bello.
- 1865: en Tetela de Ocampo, Puebla, México se enfrentan la Legión austro-húngara y guerrilleros serranos en la población de "Muyuapan", en el marco de la resistencia al Segundo Imperio Mexicano.
- 1882: fundación de la ciudad de Armstrong, provincia de Santa Fe, Argentina.
- 1897: en Filipinas, el general Fernando Primo de Rivera y el jefe independentista filipino Emilio Aguinaldo firman el Pacto de Biak-na-Bató que, de momento, pone fin a la insurrección.
- 1900: en Berlín, Max Planck presenta una derivación teórica de su ley de radiación del cuerpo negro dando origen a la mecánica cuántica.
- 1911: llega al Polo Sur la expedición noruego de Roald Amundsen y cinco colaboradores.
- 1913: primer clásico del fútbol uruguayo entre Club Atlético Peñarol y Club Nacional de Football.
- 1914: en el Hotel Savoy (de Buenos Aires), el rosarino Lisandro de la Torre y otros fundan el Partido Demócrata Progresista.
- 1920: en Reino Unido, la Cámara de los Lores aprueba la división de Irlanda en dos territorios autónomos, el norte protestante y el sur católico.
- 1920: Argentina se retira de la Sociedad de Naciones.[cita requerida]
- 1921: Alemania solicita un aplazamiento en los pagos de las reparaciones de guerra a los aliados.
- 1922: en Cabimas (Venezuela), el reventón del pozo Barroso II descubre el potencial petrolero del Campo Costanero Bolívar en la costa oriental  del lago de Maracaibo.
- 1924: en Argentina se funda el club Club Atlético Racing en la ciudad de Córdoba.
- 1927: en España, la compañía Iberia realiza su primer vuelo comercial, que parte del aeródromo de Carabanchel con destino a Barcelona.
- 1930: en España son fusilados los capitanes Galán y García Hernández, responsables de la sublevación de Jaca.
- 1937: en Nankín (capital de la República de China entre 1912 y 1949), sucede el tercer día de la masacre de Nankín, en que ―hasta principios de febrero de 1938― los invasores japoneses violaron y asesinaron a medio millón de hombres, mujeres y niños.
- 1939: la Unión Soviética es expulsada de la Sociedad de Naciones por invadir Finlandia.
- 1942: en el norte de África —en el marco de la Segunda Guerra Mundial— Erwin Rommel ―el Zorro del Desierto― es obligado a retirarse de El Agheila.
- 1942: en España se aprueba la ley del Seguro Obligatorio de Enfermedad.
- 1944: Segunda Guerra Mundial: ataques aéreos aliados sobre Rangún y Bangkok.
- 1946: la Asamblea General de las Naciones Unidas vota por establecer su sede central en la ciudad de Nueva York.
- 1947: en España se inaugura el estadio Santiago Bernabéu.
- 1947: en Daytona Beach (Florida) se funda la NASCAR (National Association for Stock Car Auto Racing).
- 1948: en El Salvador se perpetra un golpe de Estado contra el general Salvador Castaneda Castro, quien deseaba reelegirse.
- 1950: se crea el Alto Comisionado de las Naciones Unidas para los Refugiados (ACNUR).
- 1955: en la ONU ingresan 15 nuevos países: Albania, Austria, Bulgaria, Finlandia, Hungría, Irlanda, Italia, Jordania, Laos, Portugal, Rumania y España.
- 1955: en La Habana (Cuba) se reinaugura oficialmente el Palacio de Bellas Artes.
- 1958: en la Antártida, la Tercera Expedición Antártica Soviética es la primera en alcanzar el polo de relativa inaccessibilidad.
- 1961: la República Unida de Tanzania se une a la ONU.
- 1962: la sonda estadounidense Mariner 2 es la primera nave hacia Venus. Se acerca a 33 000 km tras recorrer 300 millones de kilómetros.
- 1962: en La Habana (Cuba) sesiona el I Congreso Nacional de Cultura.
- 1962: en un pozo a 59 metros bajo tierra, en el área U9af del Sitio de pruebas atómicas de Nevada (a unos 100 km al noroeste de la ciudad de Las Vegas), a las 10:00 (hora local) Estados Unidos detona su bomba atómica Manatee, de menos de 20 kilotones. Es la bomba n.º 304 de las 1131 que Estados Unidos detonó entre 1945 y 1992.
- 1967: en la Universidad de Stanford (Estados Unidos), Arthur Kornberg y su colega anunciaron la primera síntesis exitosa del ADN.
- 1969: en México se transmite por vez primera el programa televisivo Siempre en Domingo, de enorme éxito en América Latina.
- 1969: Boca empata 2 a 2 con River en el Estadio Monumental y se consagra campeón del Torneo Nacional de ese año.
- 1971: en un pozo a 331 metros bajo tierra, en el área U2dL del Sitio de pruebas atómicas de Nevada (a unos 100 km al noroeste de la ciudad de Las Vegas), a las 13:09:59 (hora local) Estados Unidos detona su bomba atómica Chaenactis, de 24 kilotones. Dos segundos después detona las bombas Hospah (de 11 kt) y Yerba (de 5 kt). Son las bombas n.º 750 a 752 de las 1131 que Estados Unidos detonó entre 1945 y 1992.
- 1972: en el marco del programa Apolo, Eugene Cernan es la última persona que caminó sobre la Luna, después de que él y Harrison Schmitt completaron el tercer y último Actividad extravehicular (EVA) de la nave Apolo 17. Esta fue la última misión tripulada a la Luna en el siglo XX.
- 1972: en un pozo a 201 metros bajo tierra, en el área U9itsw24 del Sitio de pruebas atómicas de Nevada (a unos 100 km al noroeste de la ciudad de Las Vegas), a las 7:30 (hora local) Estados Unidos detona su bomba atómica Solanum, de menos de 20 kilotones. Es la bomba n.º 781 de las 1131 que Estados Unidos detonó entre 1945 y 1992.
- 1977: en un pozo a 213 metros bajo tierra, en el área U3jv del Sitio de pruebas atómicas de Nevada (a unos 100 km al noroeste de la ciudad de Las Vegas), a las 7:00 (hora local) Estados Unidos detona su bomba atómica Rib, de 0,80 kilotones. Media hora después, a 668 m de profundidad y a unos 14,7 km al sureste, detona la bomba Farallones, de 0,15 kt. Son las bombas n.º 902 y 903 de las 1131 que Estados Unidos detonó entre 1945 y 1992.
- 1979: la banda británica The Clash lanza su álbum más exitoso, London Calling.
- 1979: en un pozo a 235 metros bajo tierra, en el área U2em del Sitio de pruebas atómicas de Nevada (a unos 100 km al noroeste de la ciudad de Las Vegas), a las 10:00 (hora local) Estados Unidos detona su bomba atómica Azul, de menos de 20 kilotones. Es la bomba n.º 939 de las 1131 que Estados Unidos detonó entre 1945 y 1992.
- 1982: en España, Gerardo Iglesias es elegido secretario general del PCE en sustitución de Santiago Carrillo.
- 1982: en Nueva York (Estados Unidos), la UNESCO declara al centro histórico de La Habana Vieja (Cuba) como Patrimonio de la Humanidad.
- 1983: en Chile, inicia sus actividades el Frente Patriótico Manuel Rodríguez, brazo armado del Partido Comunista de Chile entre 1983 y 1987 con un gran apagón a nivel nacional
- 1984: Cuba y Estados Unidos firman acuerdos migratorios.
- 1986: River Plate se consagra campeón del mundo al derrotar al Steaua de Bucarest por la Copa Intercontinental celebrada en el Estadio Olímpico de Tokio.
- 1987: las Cortes de Castilla y León aprueban la ley que designa a Valladolid capital de la comunidad autónoma de Castilla y León.
- 1988: en España, los sindicatos UGT y CC. OO. convocan una huelga general (14-D) que fue secundada masivamente y obligó al gobierno de Felipe González a retirar su reforma laboral.
- 1989: en Chile, Patricio Aylwin es elegido presidente.
- 1990: en Tijuana (México), doce personas (entre los 6 y los 46 años) de la secta evangélica El Templo del Mediodía se suicidan ingiriendo alcohol metílico (alcohol industrial) de manera ritual.[1]
- 1994: en China, se inicia la construcción de la presa de las Tres Gargantas.
- 2000: El Consejo de Ministros de la ACP (Estados de África, del Caribe y del Pacífico) admite a Cuba como miembro número 78.
- 2003: el presidente de Pakistán, Pervez Musharraf, escapa de un intento de asesinato.
- 2003: Boca Juniors se consagra campeón por tercera vez de la Copa Intercontinental al vencer al Milán en el Estadio Internacional de Yokohama, Japón.
- 2004: en Francia, el presidente Jacques Chirac inaugura el puente más alto del mundo, el Viaducto de Millau, construido a 343 metros de altura, en la región de Millau.
- 2004: Venezuela y Cuba fundan el ALBA (Alianza Bolivariana para Nuestra América).
- 2006: en la ciudad de Córdoba (Argentina) se funda el club de fútbol Che Guevara.
- 2008: el grupo de pop mexicano RBD da su último concierto en Chile, exactamente una semana antes de su show en Madrid, el cual sería el último de la agrupación.
- 2008: en Bagdad (Irak), el periodista iraquí Muntazer al Zaidi tira sus dos zapatos contra George W. Bush (presidente de los Estados Unidos) en su cuarto y último viaje a Irak.
- 2010: en La Habana (Cuba) el Gobierno lanza la enciclopedia en línea EcuRed, con código wiki.
- 2010: la ciudad de San José, capital de Costa Rica, alcanza en la madrugada la temperatura más baja en los últimos 15 años, con 12,8 °C en la estación de barrio Aranjuez, informa el Instituto Meteorológico Nacional (IMN). En ese mismo punto, pero en diciembre de 1995, los equipos habían marcado 13,4 °C. En diciembre de 1976 el termómetro disminuyó hasta los 10,4 °C.
- 2011: en Chile, la Universidad de Chile se consagra campeón de la Copa Sudamericana al ganarle 3-0 a Liga de Quito.
- 2012: en una escuela primaria en la localidad estadounidense de Newtown (Connecticut) sucede una masacre que deja 28 fallecidos, entre ellos 20 niños.
- 2013: en Valencia (España) se celebra un acto de presentación nacional de la plataforma civil Movimiento Ciudadano.
- 2013: China se convierte en el tercer país del mundo en realizar un alunizaje.[2]
- 2017: En Andorra (Teruel), Norbert Feher mata a José Luis Iranzo, ganadero y nieto de José Iranzo Bielsa, Pastor de Andorra, y a dos guardias civiles más; la localidad decreta tres días de luto.
- 2020: ocurrió el último eclipse total de sol del año, llamado El eclipse del siglo, que oscureció por completo a gran parte de la Patagonia de Argentina y Chile, y se miró parcialmente en el resto de los países mencionados, además de otros como Perú, Bolivia, Uruguay y Brasil. Este suceso volverá a ocurrir recién en el año 2048.

## Nacimientos
- 1009: Go-Suzaku, 69.º emperador japonés (f. 1045).
- 1503: Michel de Nostradamus, astrólogo y boticario francés (f. 1566).
- 1546: Tycho Brahe, astrónomo danés (f. 1601).
- 1625: Barthélemy d’Herbelot de Molainville, orientalista francés (f. 1695).
- 1727: François-Hubert Drouais, pintor francés (f. 1775).
- 1739: Pierre Samuel du Pont de Nemours, empresario y economista francés (f. 1817).
- 1769: Paul Thiébault, militar francés (f. 1846).
- 1775: Thomas Cochrane, político y aventurero naval británico (f. 1860).
- 1777: Juan Nicasio Gallego, poeta español (f. 1853).
- 1784: María Antonia de Borbón-Dos Sicilias, Princesa de Asturias, primera esposa de Fernando VII (f. 1806).
- 1787: Joaquín Mosquera, político colombiano (f. 1878).
- 1802: Carlos Martínez de Irujo y McKean, diplomático y político español, duque de Sotomayor (f. 1855).
- 1812: Charles John Canning, político británico (f. 1862).
- 1824: Pierre Puvis de Chavannes, pintor francés (f. 1898).
- 1831: Arsenio Martínez-Campos Antón, militar y político español (f. 1900).
- 1840: Viktor Madarász, pintor romántico húngaro (f. 1917).

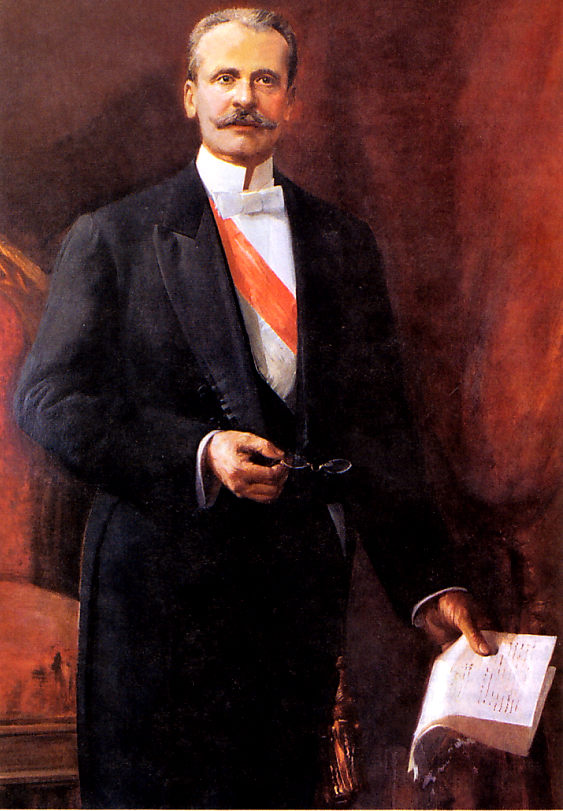
Manuel Candamo Iriarte.

- 1841: Manuel Candamo Iriarte, político peruano, presidente del Perú entre 1903 y 1904 (f. 1904).
- 1853: Salvador Díaz Mirón, poeta mexicano (f. 1928).
- 1866: Roger Fry, artista y crítico británico (f. 1934).

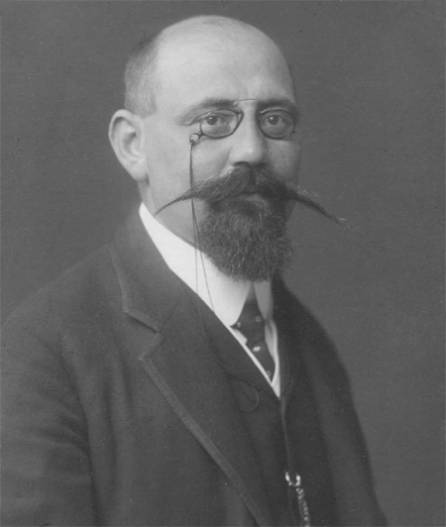
Karl Renner.

- 1870: Karl Renner, político y presidente austriaco (f. 1950).
- 1870: Dirk Jan de Geer, político neerlandés (f. 1960).
- 1883: Manolis Kalomiris, compositor clásico griego (f. 1962).
- 1883: Morihei Ueshiba, artista marcial japonés (f. 1969).
- 1887: Xul Solar, pintor argentino (f. 1963).
- 1894: Joaquín Zamacois, compositor chileno (f. 1976).

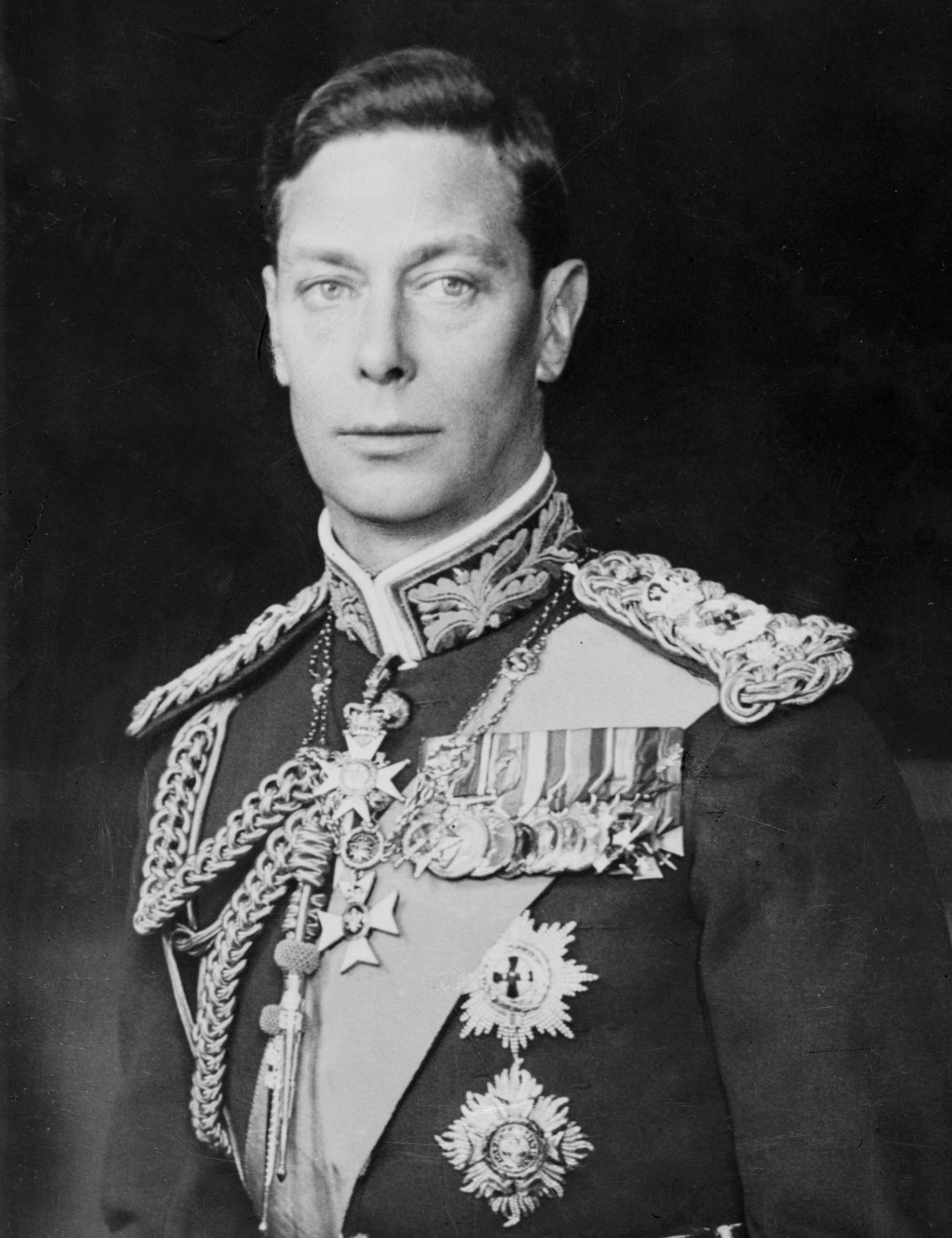
Jorge VI.

- 1895: Jorge VI, aristócrata británico, rey del Reino Unido entre 1936 y 1952 (f. 1952).
- 1895: Paul Éluard, poeta francés (f. 1952).
- 1895: Pepito Arriola, músico español (f. 1954).
- 1896: James H. Doolittle, militar estadounidense (f. 1993).
- 1897: Kurt Schuschnigg, político austriaco (f. 1977).
- 1897: Georges Thill, tenor francés (f. 1984).
- 1900: Juan D'Arienzo, músico y director de orquesta argentino (f. 1976).
- 1901: Henri Cochet, tenista francés (f. 1987).
- 1901: Pablo I de Grecia, rey griego (f. 1964).
- 1902: Frances Bavier, actriz estadounidense (f. 1989).
- 1908: Morey Amsterdam, actor estadounidense (f. 1996).

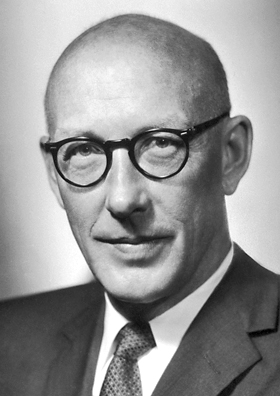
Edward Tatum.

- 1909: Edward Tatum, genetista estadounidense, premio nobel de medicina en 1958 (f. 1975).
- 1909: Hernando Sanabria Fernández, escritor e historiador boliviano (f. 1986).
- 1910: Óscar Osorio, militar y político salvadoreño (f. 1969).
- 1911: Spike Jones, comediante y músico estadounidense (f. 1965).
- 1911: Hans von Ohain, inventor alemán (f. 1998).

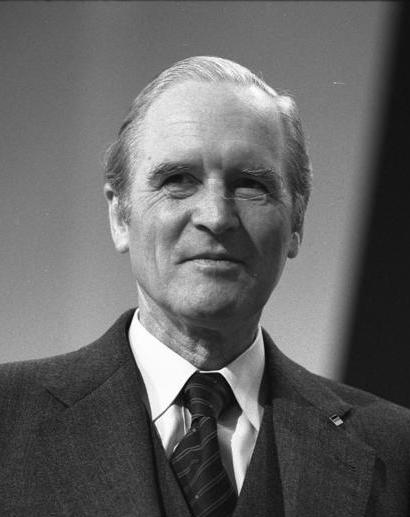
Karl Carstens.

- 1914: Karl Carstens, político alemán, presidente de Alemania entre 1979 y 1984 (f. 1992).
- 1914: Arturo Mor Roig, político argentino (f. 1974).
- 1914: John Earle Raven, filólogo clásico y botánico británico (f. 1980).
- 1914: Rosalyn Tureck, pianista y clavecinista estadounidense (f. 2003).
- 1914: Lillian Randolph, actriz y cantante estadounidense (f. 1980).
- 1915: Ave Ninchi, actriz italiana (f. 1997).
- 1915: Dan Dailey, actor estadounidense (f. 1978).
- 1916: Shirley Jackson, escritora estadounidense (f. 1965).
- 1916: José María Knörr, empresario español (f. 2012).
- 1918: B. K. S. Iyengar, promotor indio del yoga (f. 2014).
- 1918: Orlando Millas, abogado y político chileno (f. 1991).
- 1919: Juan José Manauta, escritor argentino (f. 2013).
- 1920: Orlando Pelayo, pintor español (f. 1990).
- 1920: Rosemary Sutcliff, escritora inglesa (f. 1992)
- 1920: Clark Terry, trompetista estadounidense de jazz (f. 2015).

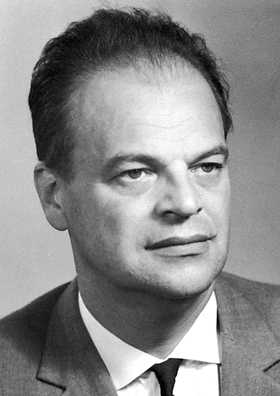
Nikolái Básov.

- 1922: Nikolái Básov, físico soviético, premio Nobel de Física en 1964 (f. 2001).
- 1922: Don Hewitt, creador estadounidense del programa de noticias 60 Minutos (f. 2009).
- 1922: Antonio Larreta, actor, crítico y escritor uruguayo (f. 2015).
- 1922: Cecil Payne, saxofonista estadounidense (f. 2007).
- 1923: Gerard Reve, escritor neerlandés (f. 2006).
- 1923: Raquel Tibol, crítica y estudiosa del arte mexicano (f. 2015).
- 1924: Raj Kapoor, actor y cineasta indio (f. 1988).
- 1928: Raúl Urtizberea, periodista argentino (f. 2010).
- 1929: David Manzur, pintor colombiano.
- 1932: Daniel Riolobos, cantante argentino (f. 1992).
- 1932: Etienne Tshisekedi, político congoleño (f. 2017).
- 1933: Hisataka Okamoto, futbolista japonés.
- 1935: Lewis Arquette, actor, escritor y productor estadounidense (f. 2001).
- 1935: Lee Remick, actriz estadounidense (f. 1991).
- 1936: Norberto Menéndez, futbolista argentino (f. 1994).
- 1937: Franz De Mulder, ciclista belga (f. 2001).
- 1938: Leonardo Boff, teólogo brasileño.
- 1940: Paco Camino, torero español (f. 2024).
- 1942: Juan Diego, actor español (f. 2022).
- 1946: Jane Birkin, actriz y cantante británica (f. 2023).
- 1946: Patty Duke, actriz estadounidense (f. 2016).
- 1946: Ruth Fuchs, atleta alemana (f. 2023).
- 1946: Stan Smith, tenista estadounidense.
- 1947: Dilma Rousseff, política brasileña, Presidenta de Brasil entre 2011 y 2016.
- 1948: Dee Wallace-Stone, actriz estadounidense.
- 1949: Cliff Williams, bajista británico, de la banda AC/DC.
- 1950: José Bono, político español.
- 1951: Amy Hempel, escritora estadounidense.
- 1951: Jan Timman, ajedrecista neerlandés.
- 1951: Celia Weston, actriz estadounidense.
- 1951: Paul Zaloom, actor y titiritero estadounidense.
- 1952: Graciela Alfano, actriz, modelo y vedette argentina.
- 1954: Steven MacLean, astronauta canadiense.
- 1956: Osvaldo Príncipi, periodista deportivo y relator de boxeo argentino.
- 1956: Hanni Wenzel, esquiadora liechtensteiniana.
- 1958: Mike Scoot, músico británico, de la banda The Waterboys.
- 1958: Spider Stacy, músico británico, de la banda The Pogues.
- 1959: Bob Paris, fisicoculturista y activista gay estadounidense.

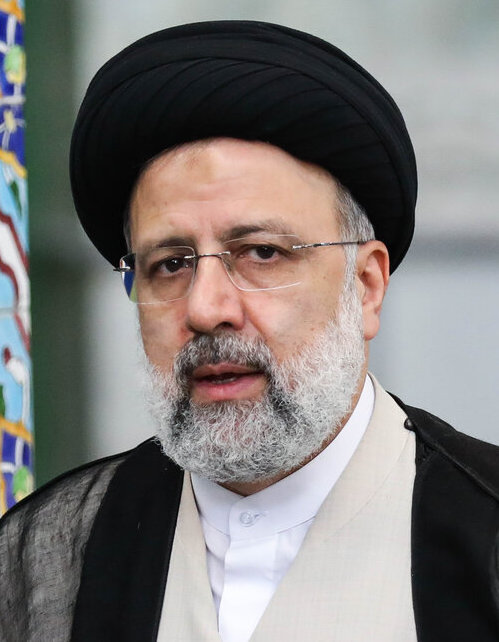
Ebrahim Raisi.

- 1960: Ebrahim Raisi, alfaquí y político iraní, presidente de Irán entre 2021 y 2024 (f. 2024).
- 1962: Ginger Lynn, actriz estadounidense.
- 1963: Cynthia Gibb, actriz estadounidense.
- 1964: Yuri Lutsenko, político ucraniano.
- 1964: Rebecca Gibney, actriz neozelandesa.
- 1964: Liuba María Hevia, guitarrista y cantautora cubana.
- 1965: Craig Biggio, beisbolista estadounidense.
- 1965: Madeline Amy Sweeney, azafata estadounidense (f. 2001).
- 1966: Fabrizio Giovanardi, piloto de automovilismo italiano.
- 1966: Helle Thorning-Schmidt, política danesa.
- 1967: William Luna, cantante y compositor peruano.
- 1969: Natascha McElhone, actriz británica.
- 1970: Anna Maria Jopek, cantante polaca.
- 1970: Beth Orton, cantautora británica.
- 1973: Thuy Trang, actriz estadounidense (f. 2001).
- 1974: Ivan Quaranta, ciclista italiano.
- 1976: Santi Ezquerro, futbolista español.
- 1977: Marvin Lambert, luchador profesional estadounidense (f. 2012).
- 1977: Romain Dumas, piloto de automovilismo francés.
- 1978: Radu Sârbu, cantante moldavo, de la banda O-Zone.
- 1978: Patty Schnyder, tenista suiza.
- 1978: Zdeněk Pospěch, futbolista checo.

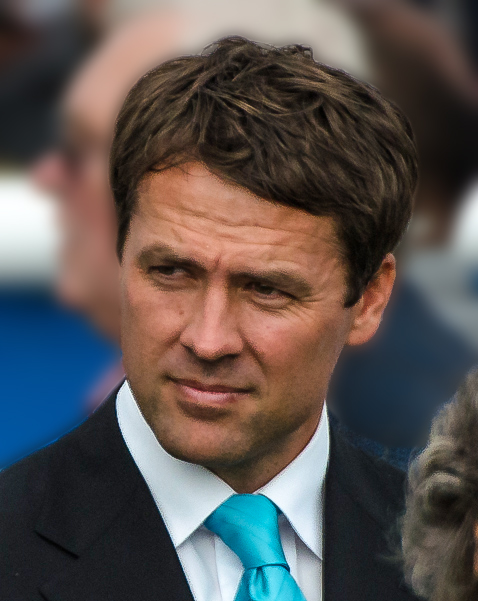
Michael Owen

- 1979: Jean-Alain Boumsong, futbolista francés.
- 1979: Sophie Monk, actriz, modelo y cantante australiana.
- 1979: Michael Owen, futbolista británico.
- 1979: Miguel Ángel Sebastián Romero, futbolista argentino.
- 1979: Yaco Eskenazi, actor y presentador peruano.
- 1980: Tata Young, cantante tailandesa.
- 1980: Didier Zokora, futbolista marfileño.
- 1981: Anderson Santos Silva, futbolista brasileño.
- 1981: Marvin Paz, futbolista hondureño (f. 2016).
- 1982: Steve Sidwell, futbolista británico.
- 1982: Mark-Jan Fledderus, futbolista neerlandés.
- 1983: Stéphanie Frappart, árbitra francesa.
- 1983: Íñigo Errejón, político español.
- 1984: Chris Brunt, futbolista norirlandés.
- 1984: Molly Nilsson, artista sueca de música synth-pop.
- 1984: Alex Muscat, futbolista maltés.
- 1984: Natalia Bush, modelo y actriz española.
- 1984: Chadli Amri, futbolista franco-argelino.
- 1984: Jackson Rathbone, actor y músico estadounidense.
- 1985: Jakub Błaszczykowski, futbolista polaco.
- 1985: Camilo Zúñiga, futbolista colombiano.
- 1987: Alex Gaskarth, cantante estadounidense, de la banda All Time Low.
- 1987: Ana María Polvorosa, actriz española.

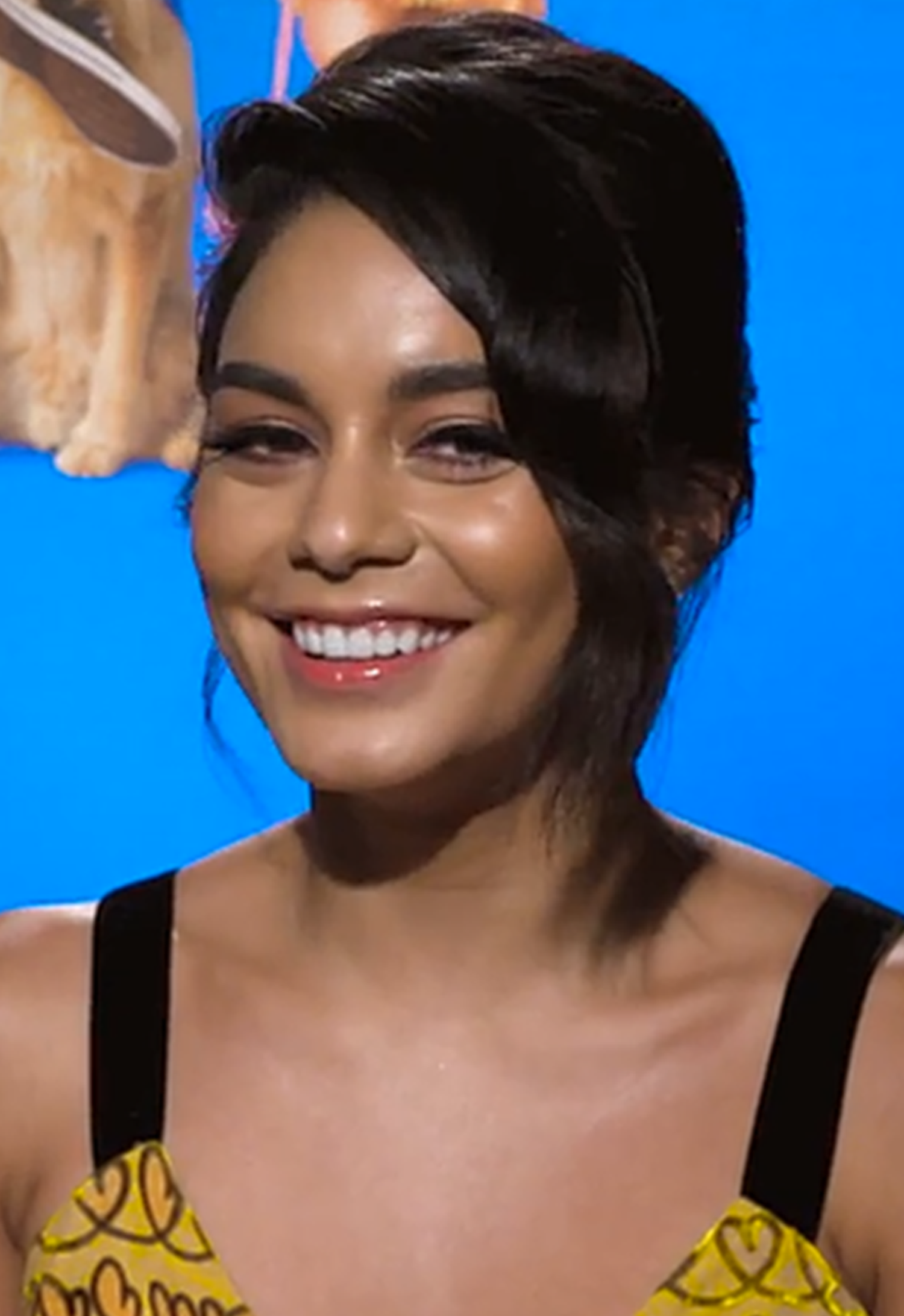
Vanessa Hudgens

- 1988: Vanessa Hudgens, actriz y cantante estadounidense.
- 1988: Nicolas Batum, baloncestista francés.
- 1988: Hayato Sakamoto, beisbolista japonés.
- 1989: Onew, cantante surcoreano, líder del grupo SHINee.
- 1991: Samantha Peszek, gimnasta estadounidense.
- 1991: Offset, rapero estadounidense.
- 1991: Mitsuki Takahata, actriz y cantante japonesa.

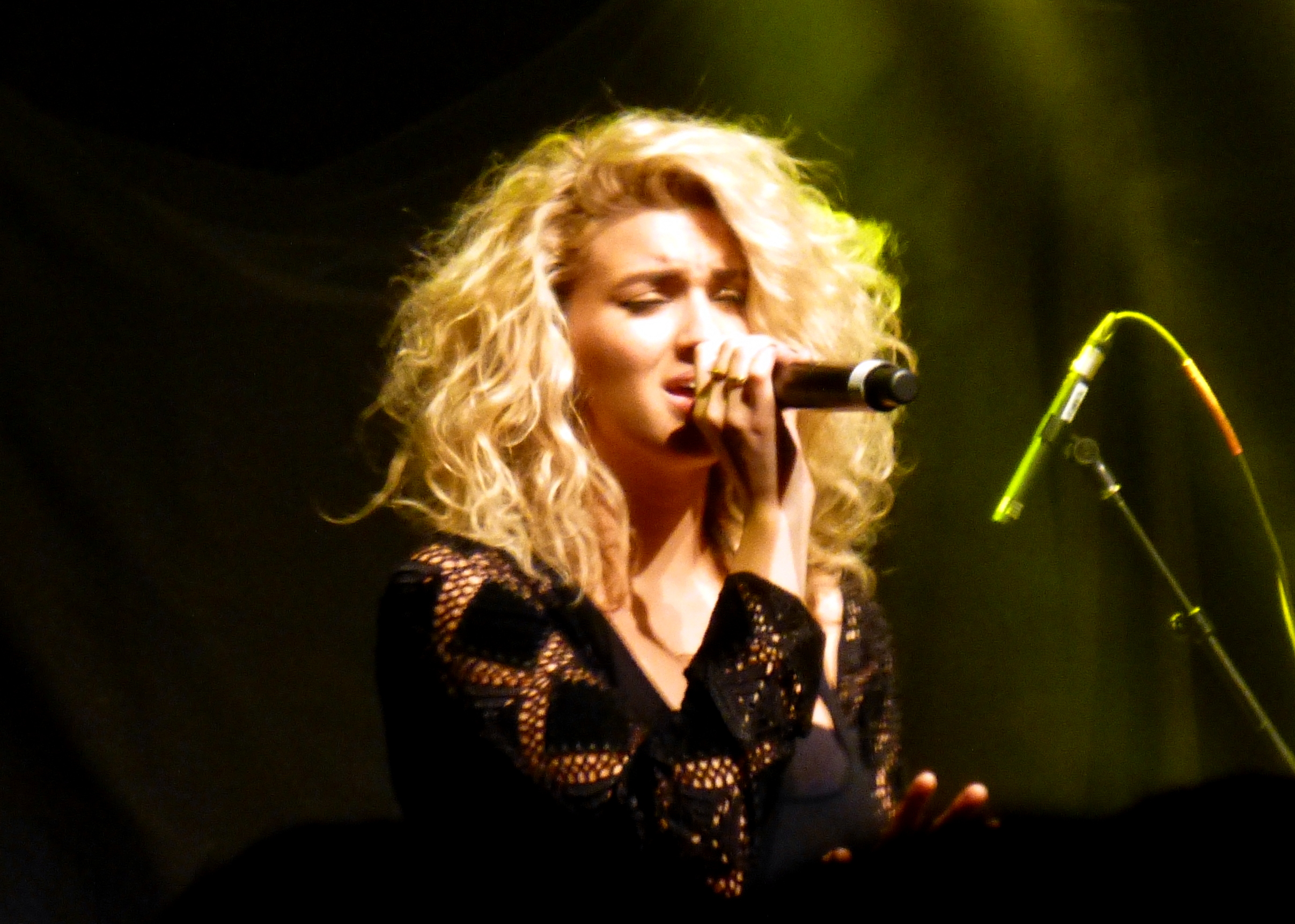
Tori Kelly

- 1992: Tori Kelly, cantante y compositora estadounidense.
- 1992: Claudia Traisac, actriz española.
- 1992: Marina Agoues, futbolista española.
- 1992: Ryo Miyaichi, futbolista japonés.
- 1993: Antonio Giovinazzi, piloto de automovilismo italiano.
- 1995: Álvaro Odriozola, futbolista español.
- 1995: Yū Dōan, futbolista japonés.
- 1996: Hamdan Al-Shamrani, futbolista saudí.
- 1996: Raphinha, futbolista brasileño.
- 1997: Arianna Noseda, remera italiana.
- 1997: Samuel Gouet, futbolista camerunés.
- 1998: Lonnie Walker, baloncestista estadounidense.
- 1998: Julio Alonso Sosa, futbolista español.
- 1998: Sophie Hediger, snowboarder suiza (f. 2024).
- 1999: Thibaud Briet, balonmanista francés.
- 1999: Sean Callan, futbolista irlandés.
- 1999: Oli Cooper, futbolista británico.
- 2000: Jakub Kadák, futbolista eslovaco.
- 2001: Joshua Rush, actor estadounidense.
- 2001: Eid Al-Muwallad, futbolista saudí.
- 2001: Luis Henrique Tomaz de Lima, futbolista brasileño.
- 2002: Francisco Conceição, futbolista portugués.
- 2003: Marlon Gomes, futbolista brasileño.
- 2004: Unai Hernández, futbolista español.
- 2004: Christopher Bonsu Baah, futbolista ghanés.

## Fallecimientos
- 610: Venancio Fortunato, obispo y santo francés (n. 536).
- 872: Adriano II, papa italiano entre 867 y 872 (n. ¿?).
- 1542: Jacobo V, rey escocés entre 1513 y 1542 (n. 1512).
- 1591: San Juan de la Cruz, poeta místico español (n. 1542).
- 1618: Ana de Habsburgo-Gonzaga, aristócrata austriaca y emperatriz (n. 1585).
- 1761: Jacinto Canek, defensor de origen maya (n. 1730).
- 1788: Carlos III, rey de España entre 1759 y 1788 (n. 1716).
- 1788: Carl Philipp Emanuel Bach, músico y compositor alemán (n. 1714).
- 1799: George Washington, militar estadounidense, presidente entre 1789 y 1797 (n. 1731).
- 1844: Melchor Múzquiz, presidente mexicano (n. 1790).
- 1847: Manuel José de Arce y Fagoaga, militar y político salvadoreño (n. 1787).
- 1860: George Hamilton-Gordon, 4.º conde de Aberdeen, primer ministro británico (n. 1784).
- 1861: Alberto de Sajonia-Coburgo-Gotha, aristócrata británico, esposo de la reina Victoria (n. 1819).
- 1863: Manuel Blanco Romasanta, psicópata criminal español (n. 1809).
- 1873: Louis Rodolphe Agassiz, naturalista suizo (n. 1807).
- 1898: Alexander Macfarlane, político canadiense (n. 1818).
- 1909: Agustín Querol, escultor español (n. 1860).
- 1914: Giovanni Sgambati, compositor, director de orquesta y pianista italiano (n. 1841).
- 1918: Sidónio Pais, presidente portugués entre 1917 y 1918 (n. 1872).
- 1926: Manuel M. Plata, militar mexicano (n. 1855).
- 1943: John Harvey Kellogg, nutricionista estadounidense (n. 1852).
- 1944: Lupe Vélez, actriz mexicana (n. 1908).
- 1945: Forrester Harvey, actor irlandés (n. 1884).
- 1947: Stanley Baldwin, político y primer ministro británico (n. 1867).
- 1955: Robert Mayne, teniente coronel, activista y cofundador del SAS (n. 1915).
- 1956: Juho Kusti Paasikivi, presidente finlandés (n. 1870).
- 1962: Alfredo Kindelán, militar español (n. 1879).
- 1963: Dinah Washington, cantante y música estadounidense (n. 1924).
- 1964: William Bendix, actor estadounidense (n. 1906).
- 1964: Francisco Canaro, compositor, violinista y director de orquesta uruguayo (n. 1888).
- 1966: Víctor Andrés Belaúnde, intelectual peruano (n. 1883).
- 1967: Silvano Barba González, político mexicano (n. 1895).
- 1978: Salvador de Madariaga, ensayista y diplomático español (n. 1886).
- 1978: Edmundo Mundo Suárez, futbolista español (n. 1916).
- 1984: Vicente Aleixandre, poeta español, premio Nobel de Literatura en 1977 (n. 1898).
- 1984: Alberto Fernández Blanco, ciclista español (n. 1955).
- 1986: Pedro Sainz Rodríguez, escritor y político español (n. 1897).
- 1989: Andréi Sájarov, físico soviético, premio Nobel de la Paz en 1975 (n. 1921).
- 1990: Friedrich Dürrenmatt, escritor suizo (n. 1921).
- 1990: Francisco Gabilondo Soler, compositor mexicano (n. 1907).

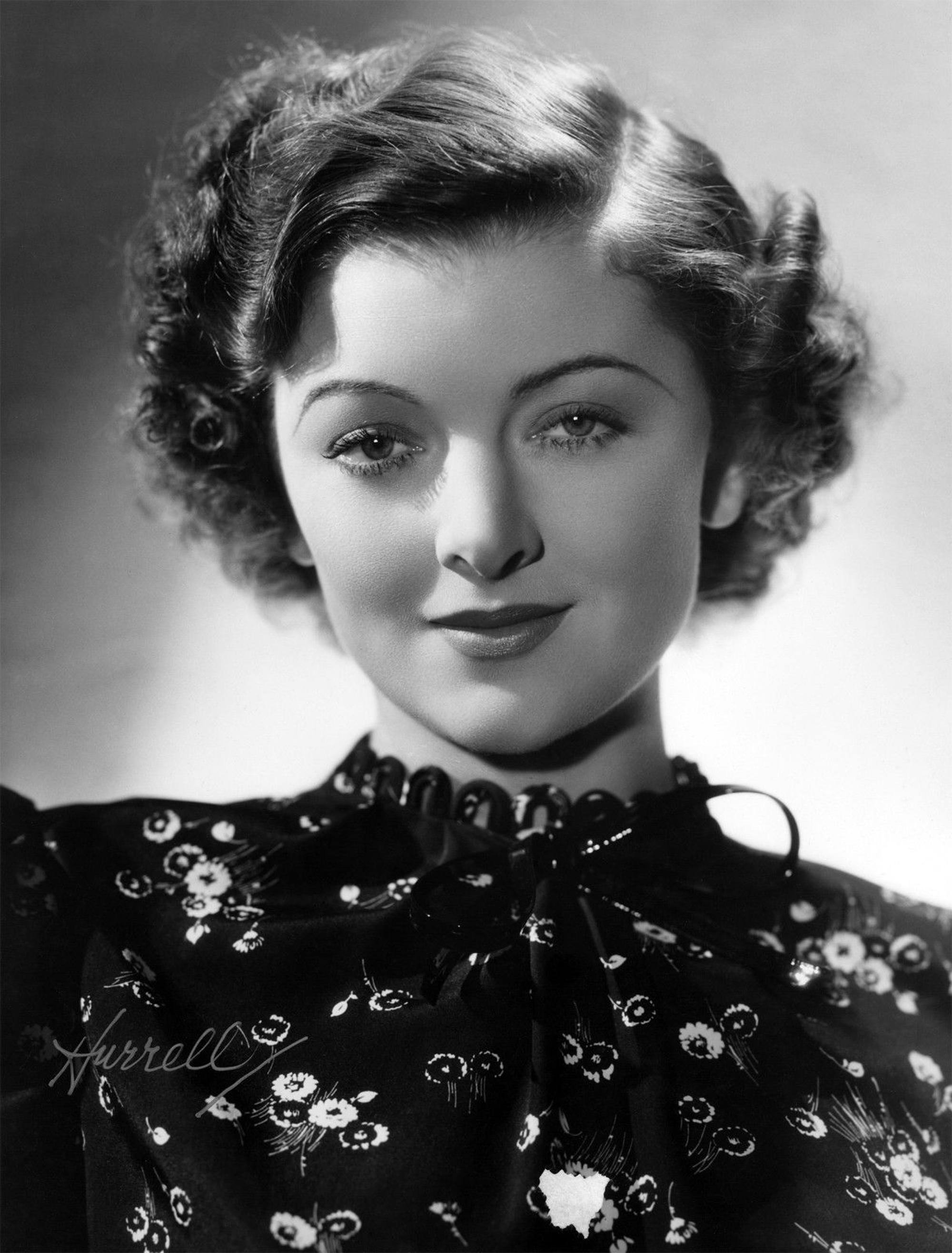
Myrna Loy

- 1993: Myrna Loy, actriz estadounidense (n. 1905).
- 1993: Silvina Ocampo, escritora argentina (n. 1903).
- 1993: Gabriel Flores, pintor, dibujante y muralista mexicano (n. 1930).
- 1995: Eduardo Simián, futbolista, ingeniero y político chileno (n. 1915).
- 1997: Stubby Kaye, actor estadounidense (n. 1918).
- 1998: Norman Fell, actor estadounidense (n. 1924).
- 1998: Vittorio Cottafavi, cineasta italiano (n. 1914).
- 2001: Conte Candoli, trompetista estadounidense (n. 1923).
- 2001: Ardito Desio, geólogo y geógrafo italiano (n. 1897).
- 2001: W. G. Sebald, escritor alemán (n. 1944).
- 2003: Jeanne Crain, actriz estadounidense (n. 1925).
- 2004: Fernando Poe, Jr., actor y candidato presidencial filipino (n. 1939).
- 2005: Trevanian, escritor estadounidense (n. 1931).
- 2006: Ahmed Ertegün, empresario discográfico, cofundador de Atlantic Records (n. 1923).
- 2008: Ramón Barce, compositor y filósofo español (n. 1928).
- 2010: Neal C. Wilson, pastor estadounidense de la Iglesia Adventista del Séptimo Día (n. 1920).
- 2011: Joe Simon, historietista estadounidense (n. 1913).
- 2013: Peter O'Toole, actor irlandés (n. 1932).
- 2016: Jean-Paul Pier, matemático luxemburgués (n. 1933)
- 2017: R. C. Sproul, teólogo y pastor presbiteriano estadounidense (n. 1939).
- 2017: Tamio Ōki, actor, seiyū y narrador japonés (n. 1928).
- 2019: Anna Karina, actriz y cantante danesa (n. 1940).
- 2020: Alfredo Hoyos Mazuera, empresario colombiano, reconocido por haber sido el fundador de la cadena de restaurantes Frisby. (n. 1946).
- 2021: Riccardo Ehrman, periodista italiano (n. 1929).
- 2022: Haydée Padilla, actriz y vedette argentina (n. 1936).

## Celebraciones
- Día Internacional del Mono.[3]Desde 2003, esta fecha impulsa a cuidar de los monos e invita a los gobiernos de todos los países a crear políticas para su desarrollo sostenible. En el mundo, se calcula que existen 264 especies conocidas de monos: el babuino es el mano de mayor tamaño y el tití pigmeo el más pequeño. Estos mamíferos tienen pulgares oponibles y usan distintas herramientas para llevar a cabo algunas actividades de su vida diaria, al igual que los humanos. La mayoría de los monos del mundo se concentran en América Latina, África y Asia. Cabe aclarar que se diferencian de los simios, ya que los monos tienen cola y los simios no.

- Día Mundial del Poeta.[4]Celebración internacional en honor a San Juan de la Cruz, santo patrono de los poetas.
Se celebra en cada país diferentes fechas, para honrar figuras clave de la poesía o tradiciones literarias locales. Algunas de estas fechas son las siguientes:
Colombia: 4 de octubre, Día del poeta y la poetisa.
Perú: 21 de abril en homenaje al poeta César Vallejo.
República Dominicana: 21 de octubre en honor al natalicio de Salomé Ureña de Henríquez, destacada poeta y educadora del siglo XIX.
El Día Mundial de la Poesía se celebra cada 21 de marzo.

 Por países
(Por orden alfabético)
- Argentina: 
  -  Corrientes: 
    - Aniversario de la Universidad Nacional del Nordeste (UNNE).
Fundación: 14 de diciembre de 1956 (68 años).[5]

  -  Misiones: 
    - Aniversario de Puerto Libertad.[6]
Fundación: 14 de diciembre de 1925 (99 años).

- Bangladés: 
  - Día de los intelectuales martirizados.

- Cuba: 
  - Día del Trabajador de la Cultura. En conmemoración del natalicio del poeta Raúl Gómez García, de seudónimo El ciudadano y conocido tras su muerte como El poeta de la Generación del Centenario, fue un revolucionario cubano, luchador contra la dictadura de Batista.

- España: 
  - Día Nacional de la Persona Obesa.[7]Para fomentar sensibilidad y conciencia acerca de la obesidad, como enfermedad metabólica.

- Estados Unidos: 
  - Día de Alabama.
  - Día Nacional del Envío Gratis.
  - Día de las Castañas Asadas.
  - Día de la Bullabesa (guiso de pescado).

- Japón: 
  - Día de conmemoración de 47 rōnin.

- Panamá: 
  - Día del Archivólogo. Esta fecha fue establecida por la Ley N.º 39 del 2 de diciembre de 2014, que reconoce la profesión de archivólogo en el país.

### Santoral católico

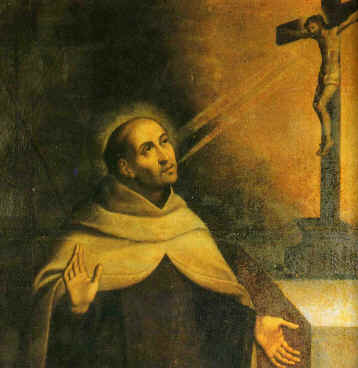
San Juan de la Cruz.

- San Juan de la Cruz, presbítero y doctor de la Iglesia (1591).[8][9](imagen ilustrativa).
- Santos Herón, Ateo, Isidoro y Dióscoro de Alejandría, mártires (250).[8]
- Santos Tirso, Leucio y Calínico de Apolonia, mártires (c. 250).[8]
- Santa Dróside de Antioquía, mártir (s. III/IV).[8]
- Santos Ares, Promo y Elías de Ascalón, mártires (308/ 309).[8]
- San Pompeyo de Pavía, obispo (s. IV).[8]
- San Nicasio de Reims, obispo (407).[8]
- San Agnelo de Nápoles, abad (c. 596).[8]
- San Venancio Fortunato, obispo (610).[8][10]
- San Folcuino de Thérouanne, obispo (855).[8]
- San Nimatulacio al-Hardini, presbítero (1858).[11]
- Beato Buenaventura Bonaccorsi, presbítero (c. 1315).[8]
- Beata Francisca Schervier, virgen (1876).[8][12]
- Beato Protasio Cubells Minguell, religioso y mártir (1936).[8]